# Servian

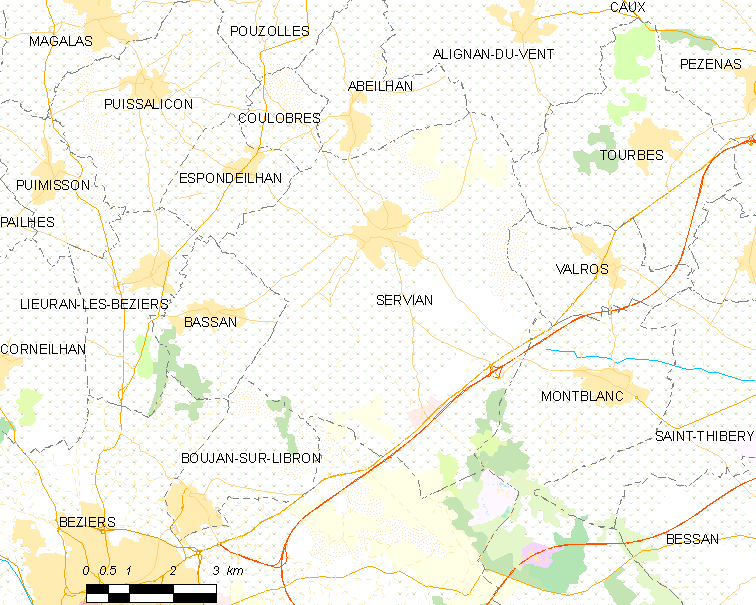
Mapa

 Servian  es una población y comuna francesa, situada en la región de Occitania, departamento de Hérault, en el distrito de Béziers y cantón de Béziers-3.

## Demografía
| 1 800 | 1 966 | 2 047 | 1 892 | 2 174 | 2 250 | 2 203 | 2 213 | 2 254 | 2 224 | 2 285 | 2 387 | 2 395 | 2 760 | 2 615 | 2 689 | 3 029 | 3 376 | 3 649 | 3 516 | 3 395 | 3 681 | 3 531 | 3 301 | 3 110 | 3 059 | 2 745 | 2 930 | 3 053 | 2 832 | 2 752 | 3 056 | 3 355 | 4 049 |
| Para los censos de 1962 a 1999 la población legal corresponde a la población sin duplicidades (Fuente: INSEE [Consultar]) |       |       |       |       |       |       |       |       |       |       |       |       |       |       |       |       |       |       |       |       |       |       |       |       |       |       |       |       |       |       |       |       |       |